# Koja Zaharia
Koja Zaharia was een Albanese prins uit het adellijk geslacht Zaharia. Van 1396 tot 1430 heerste hij over gebieden in noord-Albanië.
Tot 1395 was Koja Zaharia burggraaf van Konstantin Balsha die op diens beurt deel uitmaakte van de heerschappij van het vorstendom Zeta onder heerschappij van Gjergj II Balsha. In 1396 wist Koja Zaharia het kasteel van Dagnum te veroveren en riep zichzelf uit als heer van het gebied, het gebied eromheen was inmiddels onderdeel van het Ottomaanse Rijk en had de status als vazal.
Rond 1412 trouwde Koja's dochter Bolja Zaharia met Balsha III, in ruil daarvoor stond Balsha III hem toe om Budva te besturen. Op dat moment was Koja's andere dochter al getrouwd met een lid van Đuraševići. Om Koja nog dichterbij te brengen, benoemde Balsha hem tot kastelein van Budva. Na de dood van Balsha III (1421) keerde Koja's dochter Bolja samen met haar twee dochters terug naar de Zaharia's.